# Williams FW34
La Williams FW34 è un'automobile monoposto sportiva di Formula 1, realizzata dalla Williams F1 per partecipare al Campionato mondiale di Formula 1 2012.
Affidata a Pastor Maldonado e Bruno Senna, nel Gran Premio di Spagna colse per mano del venezuelano la prima vittoria dopo oltre sette anni per la scuderia britannica. Sì tratta dell’ultima vittoria ottenuta sinora della scuderia inglese, nonché l’ultima sotto la guida della famiglia Williams.

## Livrea e Sponsor

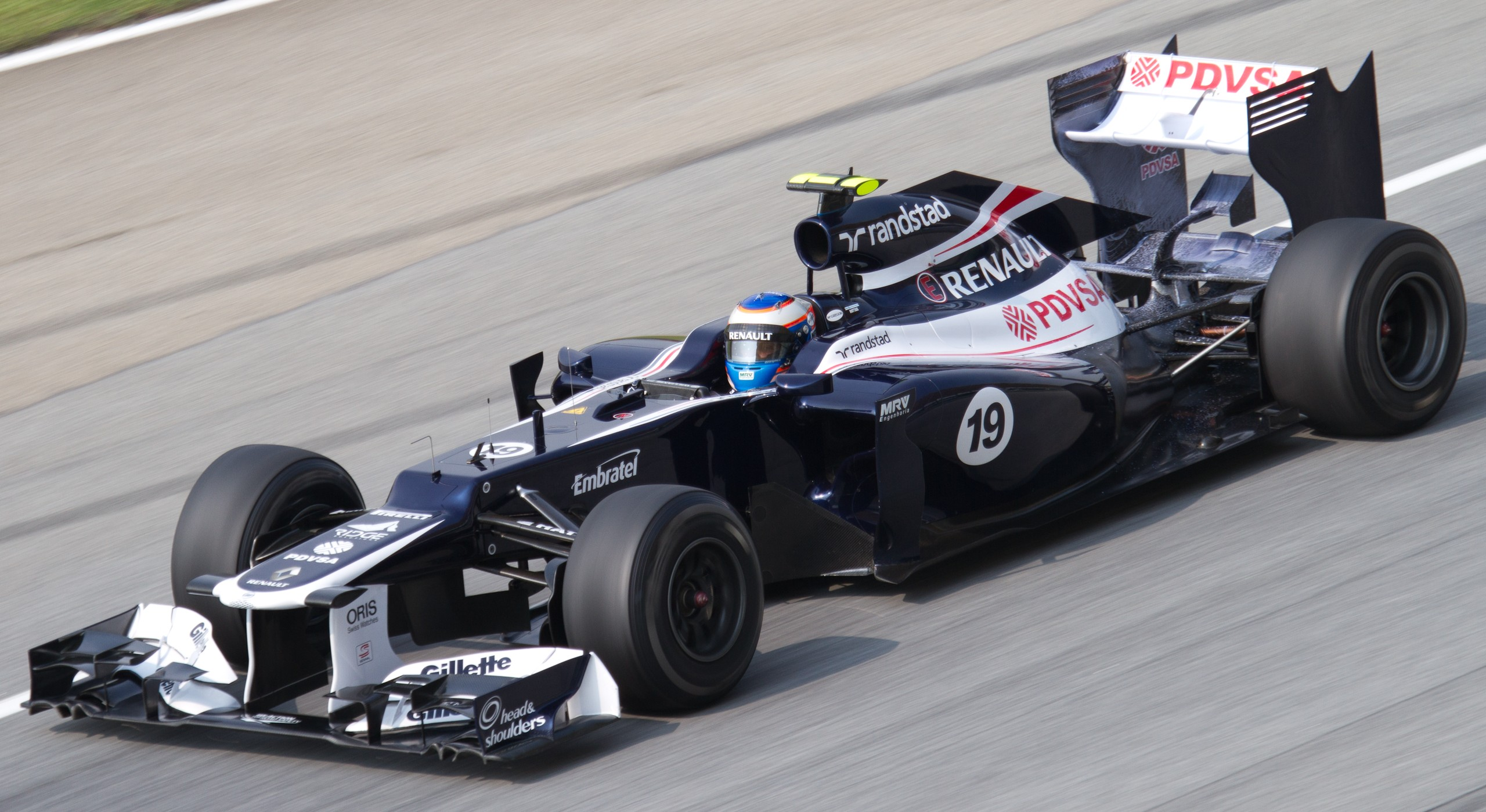
Il collaudatore Valtteri Bottas impegnato nelle prove libere del Gran Premio della Malesia.

La FW34 ricalca i colori dell'anno precedente con qualche modifica. Gli sponsor sono:
- PDVSA
- Randstad
- Gillette
- Embratel
- Venezuela Tourism
- Thompson Reuters
- MRV
- Head & Shoulders
- OGX
- Ridge
- Hatch
- Oris
- McGregor
- Wihuri
- Kemppi

## Sviluppo
In ottemperanza alle regole introdotte nel 2012, il musetto della vettura fu portato ad un'altezza di 55 cm da terra. Come per la grande maggioranza delle vetture concorrenti fu adottata una soluzione con uno scalino che raccordava il musetto con il resto della parte anteriore della monoposto.
Da questa stagione la Williams tornò a montare propulsori della Renault. In precedenza la scuderia inglese aveva corso 146 Gran Premi con motori dalla casa francese, conquistando 63 vittorie, 79 pole, 69 giri veloci, 141 podi, quattro titoli piloti e cinque costruttori tra il 1989 e il 1997.

## Scheda tecnica
- Telaio: Fibra di carbonio a nido d'ape monoscocca
- Pneumatici: Pirelli P Zero
- Motore: Renault RS27-2012, 2400cm³ 90° V8
- Cilindrata: 2.4 litri
- Num. cilindri e disposizione: 8 a V 90º
- Regime massimo di rotazione: 18.000 giri
- Benzina: PDVSA
- Olio: Total

### Piloti
| Piloti ufficiali       | Piloti ufficiali | Piloti ufficiali |
| Nazione                | Nome             | Numero           |
| ---------------------- | ---------------- | ---------------- |
| Venezuela (bandiera)   | Pastor Maldonado | 18               |
| Brasile (bandiera)     | Bruno Senna      | 19               |
| Collaudatori           |                  |                  |
| Nazione                | Nome             | Nome             |
| Finlandia (bandiera)   | Valtteri Bottas  | Valtteri Bottas  |
| Regno Unito (bandiera) | Susie Wolff      | Susie Wolff      |

## Stagione 2012

### Campionato

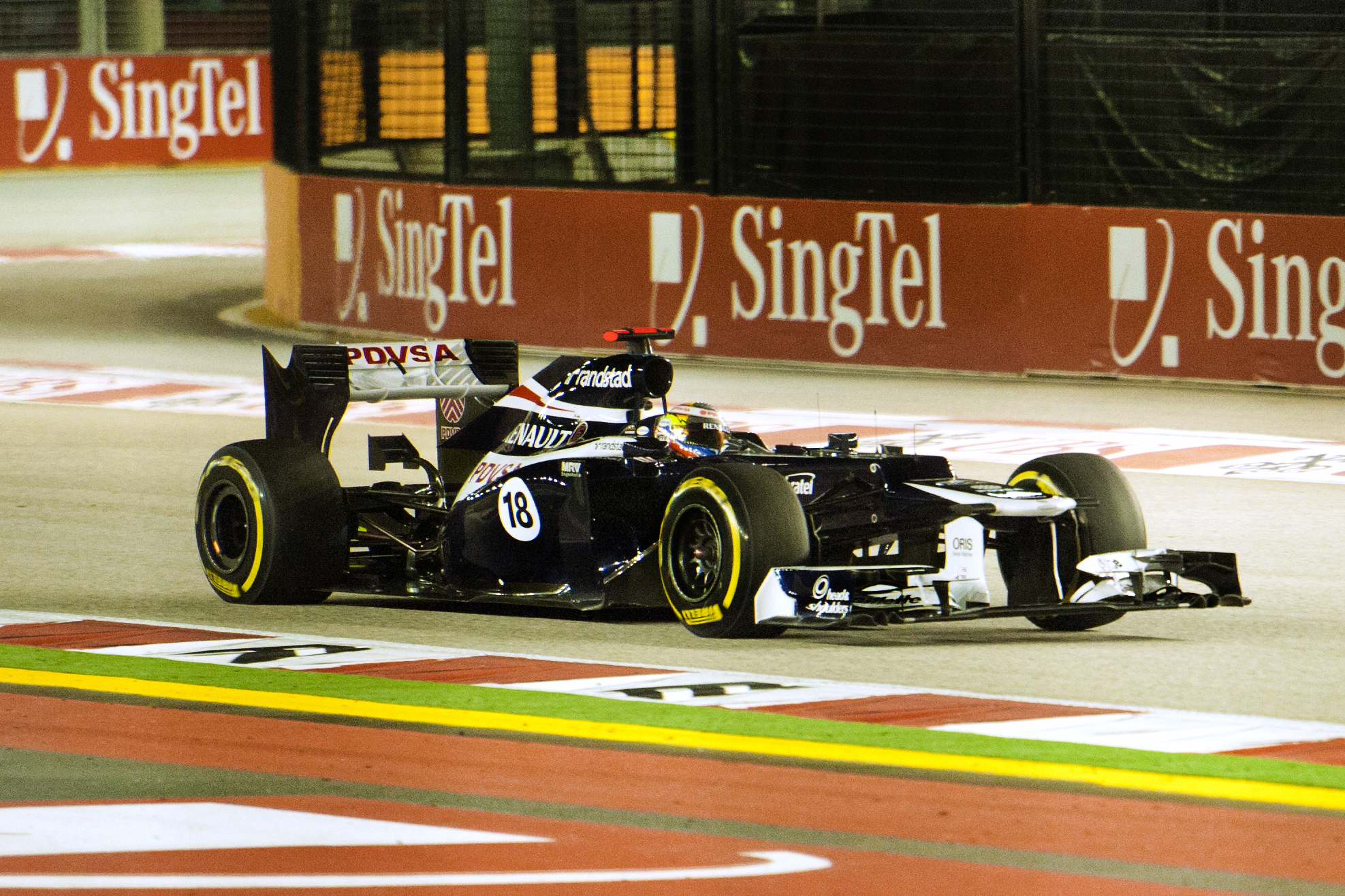
Pastor Maldonado alla guida della sua FW34 nel Gran Premio di Singapore.

Presentata il 7 febbraio 2012 a Jerez de la Frontera, la vettura fu la prima progettata sotto una nuova gestione tecnica della scuderia, dopo l'abbandono della squadra da parte di Sam Michael, direttore tecnico dal 2004. Michael era stato sostituito a partire dalla fine della stagione 2011 da Mike Coughlan, che assunse il ruolo di direttore tecnico.
I piloti erano il venezuelano Pastor Maldonado, in squadra già nella stagione precedente, e il brasiliano Bruno Senna. Fu confermato come terzo pilota il finlandese Valtteri Bottas.
La vettura si dimostrò molto più competitiva della precedente prodotta dal team inglese, tanto da permettere a Maldonado di lottare per le prime posizioni già nel Gran Premio d'Australia, dove il pilota venezuelano si ritirò nel corso dell'ultima tornata mentre occupava il sesto posto. Nelle gare successive Maldonado e Senna conquistarono alcuni arrivi a punti, mentre nel Gran Premio di Spagna il pilota venezuelano riportò alla vittoria la Williams dopo sette stagioni, vincendo un serrato confronto con Fernando Alonso dopo essere partito dalla pole position.
Nonostante diverse buone prestazioni di Maldonado in qualifica, nel prosieguo della stagione il miglior risultato fu solamente un quinto posto conquistato dal venezuelano nel Gran Premio di Abu Dhabi. Per il resto la stagione di Maldonado fu compromessa da una lunga serie di penalità e di incidenti, mentre Senna, più regolare del compagno, ottenne altri piazzamenti nella parte bassa della zona punti, ottenendo come miglior risultato un sesto posto.
Il notevole miglioramento rispetto alla stagione precedente non fu, però, rispecchiato da un corrispondente avanzamento nella classifica iridata: la scuderia inglese, pur conquistando 76 punti contro i 5 del 2011, guadagnò solamente una posizione, chiudendo all'ottavo posto.

## Risultati F1
| Anno | Team        | Motore              | Gomme | Piloti    |    |    |    |     |     |     |    |    |    |    |    |     |    |     |    |    |    |    |    |     | Punti | Pos. |
| ---- | ----------- | ------------------- | ----- | --------- | -- | -- | -- | --- | --- | --- | -- | -- | -- | -- | -- | --- | -- | --- | -- | -- | -- | -- | -- | --- | ----- | ---- |
| 2012 | Williams F1 | Renault RS27 2.4 V8 | P     | Maldonado | 13 | 19 | 8  | Rit | 1   | Rit | 13 | 12 | 16 | 15 | 13 | Rit | 11 | Rit | 8  | 14 | 16 | 5  | 9  | Rit | 76    | 8º   |
| 2012 | Williams F1 | Renault RS27 2.4 V8 | P     | Senna     | 16 | 6  | 7  | 22  | Rit | 10  | 17 | 10 | 9  | 17 | 7  | 12  | 10 | Rit | 14 | 15 | 10 | 8  | 10 | Rit | 76    | 8º   |
| 2012 | Williams F1 | Renault RS27 2.4 V8 | P     | Bottas    |    | SP | SP | SP  | SP  |     |    | SP | SP | SP | SP | SP  | SP |     | SP | SP | SP | SP |    | SP  | 76    | 8º   |

| Legenda | 1º posto     | 2º posto | 3º posto    | A punti         | Senza punti/Non class.  | Grassetto – Pole position Corsivo – Giro più veloce |
| Legenda | Squalificato | Ritirato | Non partito | Non qualificato | Solo prove/Terzo pilota | Grassetto – Pole position Corsivo – Giro più veloce |